# Человек: откуда, как и куда
«Человек: откуда, как и куда, запись ясновидческого исследования» (англ. Man: Whence, How and Whither, A Record of Clairvoyant Investigation) — книга президента Теософского общества Анни Безант и члена Теософского общества  Чарлза Ледбитера.
Впервые была опубликована на английском языке в 1913 году, позднее неоднократно переиздавалась, в том числе на  разных европейских языках. Книга с позиций теософии повествует о происхождении и эволюции Солнечной системы, её планет, жизни на них, земного человечества, его великих цивилизаций, а также отдельных представителей человечества.

## Прошлые жизни

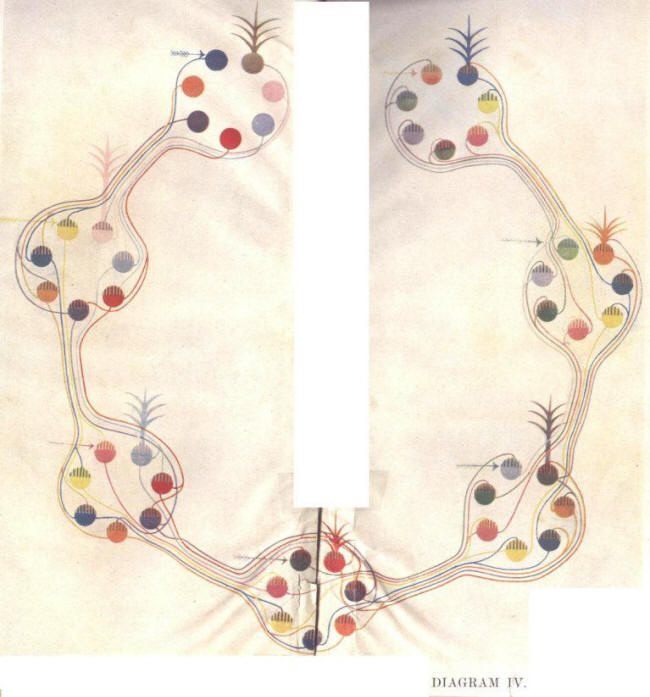
Семь планетных цепей и семь царств природы.

Согласно теософским представлениям мир, в котором живёт человек, состоит из семи «планов». Хотя сознание бодрствующего человека ограничено низшим, физическим, планом, в принципе, оно может функционировать на других планах в соответствующих им «телах». Таким образом, он мог бы путешествовать в своём астральном теле по астральному плану, или в своём ментальном теле — по ментальному плану. Для большинства людей такие опыты имеют место во время сна и не запоминаются; для ясновидца же или оккультиста они могут происходить в любое время и остаются в памяти.
Ледбитер учил, что общее количество душ, или монад, составляющих человечество насчитывает шестьдесят миллионов, по большей части, не находящихся в воплощении в какой-либо момент времени. Поэтому реинкарнация была для него центральным фактом оккультной жизни. Процесс перевоплощения может быть исследован оккультистами, достаточно продвинувшимися в своём психическом развитии, путём наблюдения за ходом истории человечества, зарегистрированной в Хрониках Акаши. Элвин Кун писал, что, по утверждению Ледбитера, оккультные способности позволяют исследовать любое событие в прошлой истории расы, поскольку всё, что когда-либо случается, навсегда остаётся отпечатанным в субстанции Акаши. Учёный-религиовед Грегори Тиллетт писал, поясняя оккультные методы Ледбитера:

Концепция Хроник Акаши (akasha, санскр. — всепроникающая среда, подобная эфиру физиков 19-го века) была очень популярна в оккультизме. Ледбитер и другие теософы утверждали об их доступе к ним, так же как и Рудольф Штейнер (1861—1925), поначалу теософ, вышедший из Т. О., чтобы основать Антропософское Общество, и впоследствии написавший множество книг, основанных на исследованиях Хроник Акаши. Сравнительно недавно американец Эдгар Кейси (1877—1945) популяризировал эту идею. Ледбитер использовал Хроники Акаши, чтобы «исследовать» историю Солнечной системы и Планеты, историю различных цивилизаций, религий и прошлые жизни людей.
Оригинальный текст (англ.)The concept of Akashic Records (from the Sanskrit, akasha, an all-pervading medium similar to the ether of 19th century physics) has been widespread in occultism. Leadbeater and other Theosophists claimed access to them, as did Rudolf Steiner (1861—1925), originally a Theosophist who broke from the TS to found the Anthroposophical Society, who wrote a vast range of literature based on his explorations of the Akashic Records. In more recent times, the American Edgar Cayce (1877—1945) popularized the idea. Leadbeater used the akashic Records to "look up" the history of the solar system and the planet, the history of various civilizations and religions, and the past lives of individuals.
Около ста пятидесяти человек из тех, кто состоял в то время в Теософском Обществе, были видными персонажами драмы, разворачивающейся перед читателем книги:
1. Джордж Арундейл[англ.] — Fides.
2. Франческа Арундейл[англ.] — Spica.
3. Анни Безант[K 25] — Herakles[29][K 26].
4. Е. П. Блаватская[K 27] — Vajra[32].
5. У. К. Джадж[K 28] — Phocea.
6. Джинараджадаса — Selene.
7. Джидду Кришнамурти — Alcyone[29].
8. Ч. У. Ледбитер[K 29] — Sirius[29].
9. Г. С. Олкотт[K 30] — Ulysses[32].
10. Субба Роу — Siwa[32].
11. Бахман Пестонджи Вадья[англ.] — Polaris.
12. Джеймс Веджвуд[англ.] — Lomia.[K 31]

Тиллетт писал, что читателям были раскрыты приблизительно сорок псевдонимов (это менее четверти), среди них были известные исторические фигуры, например, Юлий Цезарь — Corona. Профессор Годвин писал: «Эти серии воплощений показывали, что люди проходят эволюцию от представителей примитивных племён до мирских и духовных лидеров человечества».

## В Лемурии

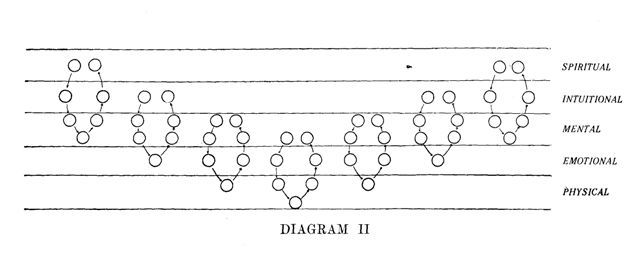
Семь планетных цепей

Тиллетт отметил, что не только на людях в их разных воплощениях останавливался «пристальный взгляд ясновидца Ледбитера»; он с не меньшим интересом наблюдал за флорой и фауной, например, в Лемурии:

В Лемурии имело место одомашнивание животных: яйцеголовый лемуриец вёл за собою чешуйчатого монстра, который выглядел так же непривлекательно, как и его хозяин. Животных всех видов ели в сыром виде — некоторые племена не пренебрегали даже человечиной — и существа типа наших слизняков, улиток и червей, значительно превышающие в размере своих выродившихся потомков, особенно ценились, как неплохая закуска.— Начальный период Четвёртого круга

## На Луне

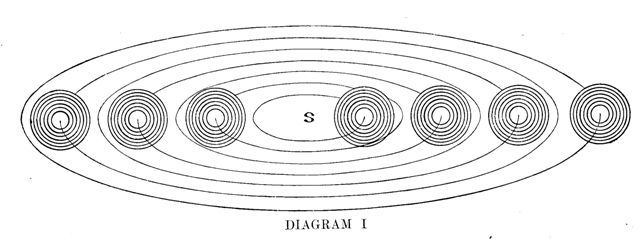
Семь планетных схем эволюции.

Учёный-религиовед Исаак Любельский отметил, что Безант и Ледбитер утверждают в своей книге о том, что лунная планетная цепь «была эволюционным предшественником земной планетной цепи». Тиллетт писал, что стиль текстов Ледбитера с изображением различных воплощений не ухудшился в сравнении с другими его книгами, он такой же «точный, научный, обстоятельный». Как, например, в этом описании, где Sirius, Alcyone, Herakles и Mizar достигают индивидуализации и покидают животное царство, когда они как обезьяноподобные существа жили на Луне. Они были очень преданы семье лунных людей, главными в которой были те, кто теперь известны как Учителя М. и К. Х. Астральные и ментальные тела этих животных развивались под влиянием интеллекта их владельцев, «наподобие того, как таковые у наших домашних животных теперь развиваются под нашим влиянием».

Одна из ночей была тревожной; хижину окружили дикари, подкравшиеся вместе со своими прирученными животными, сильными и свирепыми, напоминающими обросших шерстью ящеров или крокодилов. Преданные охранники сгруппировались вокруг хижины своих хозяев и отчаянно её защищали; тут появился Mars и отогнал нападавших, используя какое-то оружие, которого у них не было; но пока он их отгонял, ящероподобное существо бросилось за его спиной в хижину, схватило младенца Surya и побежало, унося его. Sirius бросился за ним, выхватил ребёнка и передал его Alcyone, который понёс его в хижину, в то время как Sirius вступил в схватку с ящером. После отчаянной борьбы он убил ящера, но затем потерял сознание из-за глубоких ран на своём теле. Тем временем, дикарь подкрался к Mars с намерением напасть на него сзади, но Herakles одним прыжком бросилась и приняла на себя удар, предназначенный её хозяину, закрыв его своею грудью; спасая хозяина, она получила смертельную рану. После этого дикари в страхе побежали кто куда, а Mars, почувствовав, что кто-то рухнул за его спиной, остановился и пошёл назад. Когда он понял, что это его преданная защитница и что она умирает, он склонился над нею и осторожно положил её голову себе на колени. Несчастная обезьяна, не отрываясь, смотрела глазами, полными любви и преданности, в лицо своего хозяина, эта преданность вместе со страстным желанием защищать его, вызвали ответный поток аспекта воли монады в виде импульса энергии, и в момент смерти произошла индивидуализация обезьяны, и, таким образом, она умерла уже как человек.— Начальный период Лунной цепи

## Плоды эволюции

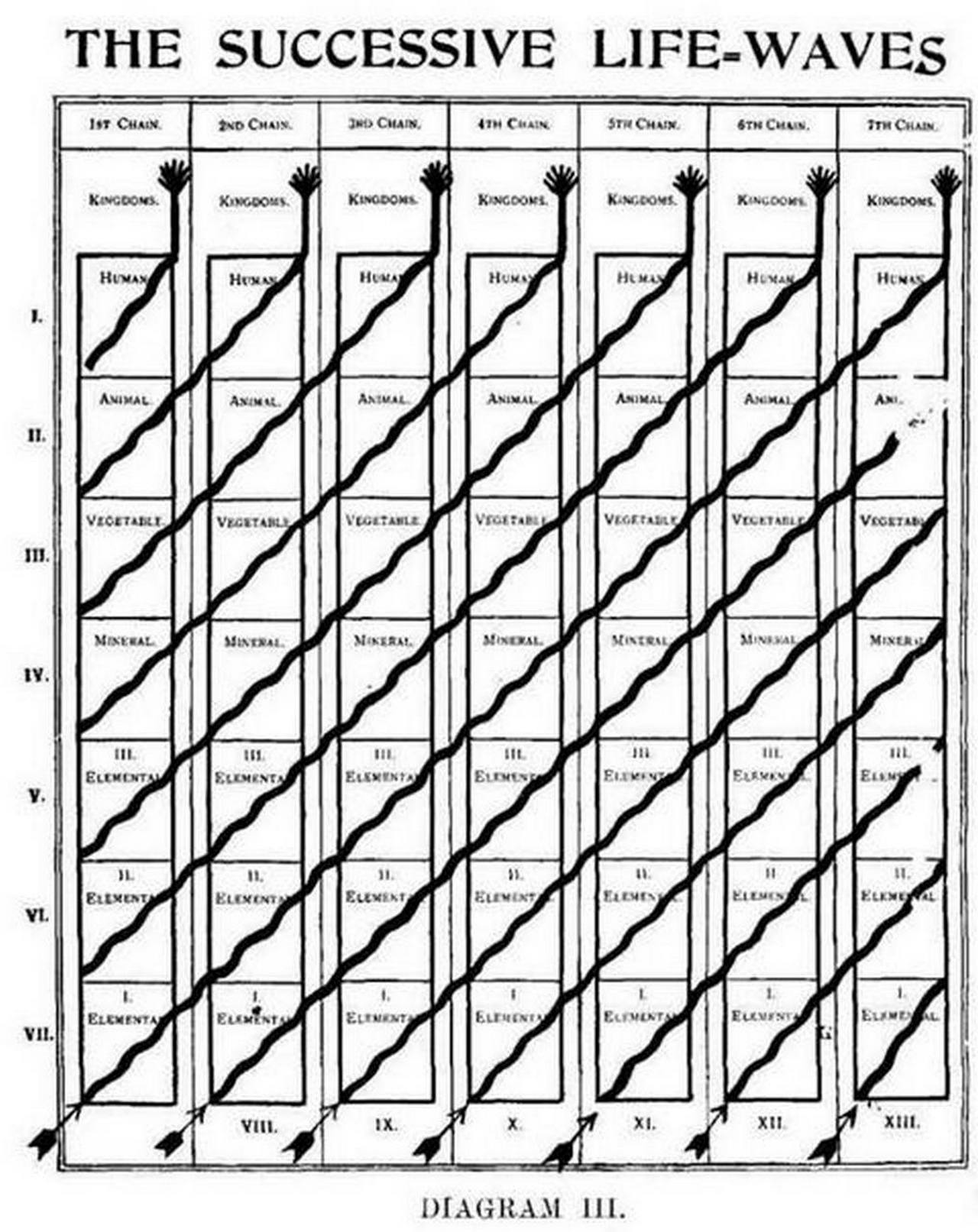
Последовательные волны Жизни.

Представление авторов книги о результатах эволюции человечества в нашей планетной схеме следующее:

Когда эволюция в составе человеческого царства завершена, и человек, как свободный дух, стоит на пороге своей сверхчеловеческой жизни, перед ним, на его выбор, открываются несколько путей: он может войти в блаженное всеведение и всемогущество нирваны, с деятельностью, бесконечно превосходящей наши знания, чтобы, возможно, стать в каком-то следующем мире Аватарой, или божественной Инкарнацией. Он может остаться членом оккультной Иерархии, управляющей и охраняющей тот мир, в котором он достиг совершенства. Он может вступить в великолепную ангельскую, или дэва-эволюцию. Он может отдать себя непосредственному служению Логосу и быть использованным Им в какой-либо части Солнечной системы, быть Его слугою и вестником, который живёт лишь для того, чтобы исполнять Его волю и делать Его работу во всей системе, которой Он управляет.

## Критика
Элвин Кун писал, что в течение многих лет Чарльза Ледбитера считали чуть ли не самым великим «провидцем» в мире, написавшим множество книг (в списке книг, упомянутых Куном, есть «Человек: откуда, как и куда») с целью конкретизации и дополнения общей схемы эволюции Вселенной и человека, представленной Еленой Блаватской в «Тайной доктрине». Определённые же школы его критиков категорически утверждали, что он преуспел только в том, чтобы исказить её истинные представления. В частности, журнал «The Canadian Theosophist» опубликовал ряд статей, в которых сравнивались концепции, представленные в сочинениях Блаватской и в "Письмах Махатм" (1923), с одной стороны, и в книгах Безант и Ледбитера, с другой. Авторы этих статей заявили об искажении первоначальных концепций теми, кого они назвали неотеософами.
По утверждению профессора Хаммера, сведения о прошлых жизнях «всё больше и больше использовались Ледбитером в качестве орудия для укрепления своего авторитета. Теософам, признававшим их, он приписывал важные роли в этих жизнях, тогда как своих оппонентов изображал как негодяев». Хаммер писал:

Как можно было доказать читателям, что сведения, приведённые в книге, действительно являются «записями» и «информацией», а не галлюцинациями или преднамеренными измышлениями? Ответ авторов неубедителен: «Гарантий нет, потому что исследователи сами устанавливают <...> различие между наблюдением и фантазией».
Член Т. О. Эдвард Гарднер в статье «Нет религии выше истины» писал о Ледбитере:

Многие из его первых статей, пособий, трактатов и книг всё ещё широко используются как хорошие, полезные и конструктивные; и я добавил бы своё собственное тёплое отношение к нему в течение нескольких лет моего раннего членства. Позже, при изучении книги «Человек: откуда, как и куда», я стал сомневаться по поводу некоторых его утверждений.
Маргарет Томас в своей работе «Теософия в сравнении с неотеософией» сопоставила представления, в частности, о планетных цепях, изложенные в книге Безант и Ледбитера «Человек: откуда, как и куда» (главы V и VI), и те, что ранее были представлены в книгах Блаватской и в письмах махатм. В заключительной части своего исследования М. Томас резюмировала:

Являются Безант и Ледбитер настоящими мистиками или же введшими себя в заблуждение медиумами — другой вопрос, но, без всякого сомнения, можно утверждать, что это нечестно, подвёрстывая свои представления к подлинной теософии, называть противоречащие ей концепции тем же самым именем. Многие и многие отвернулись от теософии, не перенеся очевидной тарабарщины «ледбитеризма», потому что не знали о существовании различий.
Оригинальный текст (англ.)Whether Leadbeater and Besant were genuine mystics and not self-deluded psychics is another question but it is clearly dishonest to ride on the shirttails of original Theosophy by calling a contradictory system by the same name. Many, many have doubtless been turned away from genuine Theosophy after being exposed to the obvious gibberish of "Leadbeaterism" and not being aware of the difference.
Джон Прентис, неизменный оппонент Ледбитера, раскритиковал в статье «Clairvoyant Research», опубликованной в «Dawn» от 1 ноября 1923 года, его ясновидческие исследования истории (в дополнение к обвинениям, выдвинутым Уильямом Хэаром, ожесточённо критиковавшим другие книги Ледбитера). Прентис указал, что материалы для перуанских жизней в книге «Человек: откуда, как и куда» (ред. 1913, с. 482—490) были украдены из «Королевских записок о перуанской юкке», написанных в 1609 году и опубликованных в английском переводе в 1638, 1869 и 1871.

Ещё один критик, Джозеф Фасселл, автор энциклопедической статьи о теософии в «The New Schaff-Herzog Encyclopedia of Religious Knowledge» (ред. 1911), заявил, что «ненормальные и нелепые» утверждения, опубликованные Безант и Ледбитером, нельзя рассматривать иначе, как «наиболее вредные, тлетворные и ведущие к безумию»; что информация о прошлых, своих и чужих, воплощениях на протяжении тысяч лет, ясновидческие посещения Марса и других планет, способность видеть ауры, рассматривать атомы — всё это вполне может «привести к расстройству психики».
Фасселл в том же документе писал далее:

Я расцениваю, как самое вредоносное и пагубное, колоссальное самомнение и взаимное восхваление г-жи Безант и Ледбитера, заявляющих, что они были посвящены и допущены «стоять в присутствии Верховного Руководителя эволюции на этой планете»…, что они имели доступ к памяти Логоса и с помощью ясновидения наблюдали начало эволюции этого мира миллионы лет назад; жили вместе как «обезьяноподобные существа» на Луне…, что они много раз воплощались на Земле в компании с «Господом Майтрейей», «Иисусом» и другими Великими, так же как и с другими действительными членами Общества г-жи Безант, систематически изменяя пол и семейные отношения: то мужья — этих, то жёны — тех, как и Иисус, иногда воплощавшийся мужчиной, иногда женщиной.— Из Аргументов Джозефа Фасселла
Далее Тиллетт пишет о том, что Фасселлу показалось самым вопиющим:

В качестве примера этих экстраординарных утверждений Фасселл привёл жизнь, которую Ледбитер и г-жа Безант провели на Луне как «обезьяноподобные существа» и, что наиболее ужаснуло Фасселла: в течение двенадцати жизней г-жа Безант готовила еду из крыс для своих двенадцати братьев (включая Мод Шарп, Эстер Брайт, Чарльза Брэдлоу и г-жи Брайт), бывших её мужьями. Фасселл был потрясён безнравственностью, присутствующей в откровениях о том, что Ледбитер был женат на Alcyone (Кришнамурти) и его брате в прошлых воплощениях. Он был ещё более возмущён богохульством заявления о том, что Юлий Цезарь и Христос были соответственно супругом и супругой.
Оригинальный текст (англ.)As examples of these extraordinary claims, Fussell cited the life Leadbeater claimed he and Mrs. Besant shared on the moon as monkey creatures, and, even more horrifying to Fussell, twelve lives further on, when Mrs. Besant was described cooking rats for the twelve brothers (including Maude Sharpe, Esther Bright, Charles Bradlaugh and Mrs. Bright) who were her husbands. Fussell was shocked by the immorality implicit in revelations that Leadbeater had been married to Alcyone (Krishnamurti) and his brother in past incarnations. He was even more incensed at the blasphemy inherent in accounts of the marriage of Julius Caesar and Christ.

### КритикаЕлены Рерих
Особенно ужасна книга совместного творчества А. Безант и Ледбитера, заключающая в себе якобы жизни Великих Учителей и некоторых учеников, именно: г-жи Безант, Ледбитера, Кришнамурти, Арундель и т. д. Я редко встречала что-либо равное по безвкусию, кощунственности и лживости.
Вернёмся к Ледбитеру. Он, прежде всего, был медиумом, психиком, но не ясновидцем. И все его видения ограничивались низшими слоями астрального мира. Некоторые его книги являют мешанину из безобразных лживых утверждений и осколков истины. Так, о совместном труде г-на Ледбитера и г-жи А. Безант Man: Whence, How and Whither один из Великих Учителей выразился очень определённо, назвав его «творчеством рук, лишённых знания, честности и красоты».
Жизнь Джордано Бруно была воплощением Вел. Уч. Иллариона, но теософы приписали её А. Безант.
Джордано Бруно был воплощением Вел. Уч. Иллариона. Но оставьте это сведение для себя, ибо теософы ложно приписывают это воплощение Ан. Безант. Ан. Безант была крупным духом, но всё же, зачем приписывать ей чужие воплощения?— Из  Писем Елены Рерих

### КритикаАлисы Бейли
Сильная струя психизма пронизывала Общество, благодаря психическим заявлениям г-на Ледбитера и его необычайному контролю над г-жой Безант… Г-н Ледбитер опубликовал в Адьяре книги, которые были психическими по своему содержанию и которые было невозможно проверить; они несли на себе сильный отпечаток астральности. Одна из его главных работ «Человек: откуда, как и куда» была книгой, которая доказала мне неправдоподобность того, что он писал. Эта книга описывает будущее и работу Иерархии в будущем; и мне показалось забавным и примечательным то, что большинство людей, якобы занимающих высокие посты в Иерархии и в будущей наступающей цивилизации, все были личными друзьями г-на Ледбитера. Я знала некоторых из этих людей — почтенные, дружелюбные и посредственные люди, никто из них не был интеллектуальным гигантом, а большинство из них было совершенно незначительными людьми. Я совершила обширные путешествия и встретила немало людей, о которых я знала, что они более результативно служили миру, более разумно служили Христу и были более подлинными представителями братства, так что я прозрела и увидела тщетность и бесполезность такого рода литературы.— Из Неоконченной автобиографии

## Русский перевод
Полностью книга никогда не переводилась. Из фрагментарных переводов наиболее известен выполненный и опубликованный в «Вестнике Теософии»  К. А. Зайцевым. Этот перевод опубликован также под названием «Очерки доисторических цивилизаций» (главы X, XI, XII, XIII — Атлантида, Перу, Халдея) в качестве приложения в книге «Человек: фрагменты забытой истории».

## Интересно
- Вначале схема реинкарнаций составлялась так, чтобы использовать названия планет только для тех, кто стал махатмой, за единственным исключением: псевдонимы Vulcan и Venus были даны Блаватской и Олкотту соответственно. Но в конце 1909 года Ледбитер изменил псевдоним Блаватской на Vajra и Олкотта на Ulysses, отдав их прежние псевдонимы двум махатмам[70].
- О периоде увлечения исследованием реинкарнаций в Теософском обществе Тиллетт писал, что, «в то время как многие верили, а некоторые сомневались, меньшинство высмеивало, развлекаясь цитатами из длиннейшей поэмы», которая начиналась так:

          В этих жизнях, в этих жизнях,

          Был я когда мужем, а когда — женой,

          Меня убивали, и я рождался заново,

          Много тел я износил,

          Но моё высшее не пострадало.

 

          В этих жизнях, в этих жизнях,

          Мы трудились, как пчёлки в ульях, —

          А, может, как арабы или турки,

          Мы просто изнемогали от работы,

          В этих жизнях, в этих жизнях.

## Комментарии
1. ↑  Авторы разбили книгу на две неравные части: «Человек: откуда и как» (главы I—XXI) и «Человек: куда» (главы XXII—XXVII). В своём предисловии ко второй, заключительной, части Безант пишет: «Эти заметки перепечатаны из «Теософиста» и полностью являются работой моего коллеги»
2. ↑  Первое издание: Адьяр, TPH. OCLC: 871602. 524 стр., иллюстр., 25 см
3. ↑  «Man: Whence How and Whither, A Record of Clairvoyant Investigation, 1st Edition TPH, Adyar, 1913; 5th Reprint, 1971».[1]
4. ↑  «18 editions published between 1913 and 1984 in English and held by 177 WorldCat member libraries worldwide»[2].
5. ↑  Из последних публикаций: издания Anand Gholap Theosophical Institute, 2009; Altenmünster Jazzybee Verlag, 2013
6. ↑  «В отличие от обычной науки теософическая наука рассматривает весь мир как проявление мысли во всех разрядах материи. Оккультная наука знает о существовании ещё более высоких родов разреженной материи. Человек никоим образом не ограничен одним только физическим миром. Необходимо развивать "новые чувства", для того чтобы наблюдать явления более тонкой материи».[3]
7. ↑  «The three major clairvoyant works listed as jointly authored were Man: Whence, How and Whither (1913), The Lives of Alcyone (published 1924, but in fact written more than ten years earlier) and Occult Chemistry (1908)».[5]
8. ↑  «All worlds pass through seven great periods of manifestations».[6]
9. ↑  Пояснение к диаграмме — в первой главе книги.
10. ↑  См. диаграмму «The Planes»[7]
11. ↑  В связи с теософским учением о высших планах В. А. Трефилов писал, что в структуру человеческого мира входят планы: физический, астральный, ментальный, буддхический, нирванический и ещё более высокие, включая «высочайший божественный», и что структура человека и структура мира суть аналоги.[8]
12. ↑  См. диаграмму «The Structure of Man on the Planes»[9]
13. ↑  «Высокоразвитый человек может во время сна, медитации или транса покинуть своё тело и действовать в высших мирах. Здесь нет пространственных и временных преград. Общение между человеческими и нечеловеческими существами происходит совершенно свободно».[11]
14. ↑  «Жизнь есть способ самореализации Логоса, процесс эволюции частиц его жизни — монад».[12]
15. ↑  «Man: Whence How and Whither, 1913. — pp. IV-V».[13]
16. ↑  «Одним из основных компонентов теософии является учение о перевоплощении — процессе, охватывающем как эволюцию Вселенной в целом, так и эволюцию человека».[12]
17. ↑  «In May, 1894, Leadbeater began his investigations in the past lives of Theosophists; reincarnation had been one of the doctrines of the TS almost from its beginnings».[15]
18. ↑  Нандор Фодор, цитируя книгу Безант и Ледбитера, писал: «Душа человеческая способна найти элементы Памяти Природы, воплощённые в материальном мире: это мысли Логоса, отражение его разума. В этой вечной записи есть прошлое, и есть будущее, добраться до которого душе, должного развития не получившей, трудно. <…> Душа, прочитывая эти записи, может передавать их затем мозгу, который в свою очередь формирует мысли, заставляя руку записывать их на бумаге».[16]
19. ↑  См. также: Акаша#Хроники Акаши
20. ↑  См., например,[19]
21. ↑  См. книги[20][21][22]
22. ↑  Эрнест Вуд рассказал, что, будучи в Адьяре секретарём Ледбитера[24], он стенографировал сведения о той или иной инкарнации исследуемого  персонажа.[25]
23. ↑  Джинараджадаса писал о методе Ледбитера: когда нужно было проследить за персонажем от его прошлой жизни до настоящей, Ледбитер фиксировал моменты смерти, перехода в дэвачан[11] (См. также: Письма махатм#О посмертных состояниях) и нового рождения; несмотря  на сравнительно большие затраты времени, метод гарантировал достоверность результатов исследования.[26]
24. ↑  «The major characters are identified in the following table. An analysis of the significance of the names attributed to them is an interesting, and not altogether unprofitable exercise. (Drawn from the lists in Man: Whence, How and Whither)».[27]
25. ↑  А. Н. Сенкевич писал, что Безант, «властная и энергичная женщина в её последнем, ирландском, воплощении», в своих прошлых «телесно-духовных материализациях» была гречанкой Ипатией, которую растерзала чернь в Александрии, и затем итальянцем Джордано Бруно, коего «благочестивые монахи» сожгли за его неверие в церковные догмы.[28]
26. ↑  «Besant selected the name Herakles, suggestive of her great personal strength expended in many heroic labors».[30]
27. ↑  См. книгу Ледбитера о масонстве.[31]
28. ↑  См. заметки Джаджа[33].
29. ↑  Тиллетт пишет, что, по утверждению Ледбитера, он в прошлой жизни был греком в Афинах.[34]
30. ↑  О прошлой жизни Олкотта Ледбитер пишет в заключительной части  «Человек: куда».
31. ↑  Взято из списка в предисловии книги.
32. ↑  По мнению Э. Куна, псевдонимы, использованные при изучении прошлых жизней, — это «истинные», т.е. объединяющие множество инкарнаций, имена.[35]
33. ↑  На диаграмме изображены пять планов Солнечной системы (согласно теософской  концепции, в структуру человеческого мира входят планы: физический, астральный, ментальный, буддхический, нирванический и другие[8]) и семь последовательных цепей, как стадии планетной схемы («All worlds pass through seven great periods of manifestations»[6]).
34. ↑  Без соавтора Ледбитер написал шесть последних глав, о чём Безант заявила в своём предисловии к заключительной части книги, однако Дж. Гудвин[англ.] считает Безант лишь номинальным соавтором.[37]
35. ↑  «Leadbeater regularly adopts an archly humorous tone when dealing with disgusting habits, ugly people, or lowly human types».[38]
36. ↑  А. Н. Сенкевич писал, что «от первого до четвёртого круга включительно человек деградирует, целенаправленно отдаваясь во власть материальному миру» и что «три первоначальные расы относились к протогуманоидам».[39]
37. ↑  В. А. Трефилов писал, что, согласно теософской  концепции, люди третьей, лемурийской, расы представляли собой обезьяноподобных существ гигантских размеров.[12]
38. ↑  См. Besant A., Leadbeater C. W. Man: Whence, how and Whither: a Record of Clairvoyant Investigation. — Adyar: Theosophical Publishing House, 1913. — P. 105. — 524 p.; цит. по Тиллетту[40]
39. ↑  В любой период времени в каждой планетной схеме активно только одно из колец, представляющее собой планетную цепь; буква S обозначает Солнце (См. Besant A., Leadbeater C. W. Man: Whence, how and Whither: a Record of Clairvoyant Investigation. — Adyar: Theosophical Publishing House, 1913. — P. 4. — 524 p.).
40. ↑  В свою очередь, д-р Элвин Кун писал, что тексты Ледбитера всегда простые и ясные[18].
41. ↑  «The divine life begins the evolution of consciousness, building for itself forms on the various planes, passing slowly through the elemental, mineral, vegetable, and animal kingdoms, and finally reaching self-consciousness and individualization, when it passes into the human stage».[41]
42. ↑  «Индивидуализация, переводящая одно существо из царства животных в царство людей, возможна лишь для определённых видов животных. Это происходит с домашними животными, но не всех видов. Надо помнить, что мы прошли лишь половину эволюции нынешней цепи миров. Ожидается, что в конце данной цепи эволюции царство животных естественным путём дойдет до человеческого. Значит, каждое животное, которое сейчас приближается к индивидуализации, очень сильно опережает других. Таких случаев очень мало, но всё-таки они есть, что представляет для нас большой интерес в качестве иллюстрации того, что происходило в далёком прошлом с нашими душами».[42]
43. ↑  «Земной манвантаре предшествовала лунная, которая произвела семь классов существ, от которых произошли существа земной манвантары».[43]
44. ↑  Махатмы Мориа и Кут Хуми  получили псевдонимы Mars и Mercury соответственно. (Взято из списка, опубликованного в книге «Человек: откуда, как и куда»)[32].
45. ↑  См. Besant A., Leadbeater C. W. Man: Whence, how and Whither: a Record of Clairvoyant Investigation. — Adyar: Theosophical Publishing House, 1913. — P. 35—36. — 524 p.; цит. по Тиллетту[45]
46. ↑  Пояснения к диаграмме: вертикальные колонки — это последовательные воплощения цепи; горизонтальные деления представляют различные царства природы; диагональные линии — последовательные волны эволюции (См. Besant A., Leadbeater C. W. Man: Whence, how and Whither, a Record of Clairvoyant Investigation. — Adyar: Theosophical Publishing House, 1913. — P. 7. — 524 p.)
47. ↑  Теософская концепция эволюции предполагает развитие человечества до практически безграничного духовного раскрытия по примеру таких фигур, как Будда, Христос и других, подобных им, идеалов человеческого устремления. См.[46]
48. ↑  «Человечеству предстоит завершить цикл пятой расы и пройти процесс эволюции внутри шестой и седьмой рас. В конце седьмой расы, по окончании земной манвантары, наша земная цепь передаст последующей плоды своих достижений. Это будут божественно совершенные люди, подобные Будде и Ману, которые примут руководство новой эволюцией по указанию планетного Логоса».[12]
49. ↑  Хаммер сослался на информацию из книги Вашингтона[49].
50. ↑  См. Man: Whence, How and Whither, 1913, p. 485[29].
51. ↑  «Member of the Theosophical Society Scotland, Wales and England, 1912-24».[51]
52. ↑  А. Н. Сенкевич, цитируя «Разоблачённую Изиду» Блаватской, писал: «Медиумизм есть противоположность адептства; медиум есть пассивный инструмент чужих воздействий; адепт активно управляет самим собою и всеми ниже его стоящими силами».[53]
53. ↑  «The most outspoken and enthusiastic critic was William Loftus Hare, a British Theosophist».[55]
54. ↑  См. Man: Whence, How and Whither, Chapter XI Two Atlantean Civilisations — Peru
55. ↑  Фасселл включил в раздел списка литературы о теософии  «Прочие сочинения за и против» свою статью Mrs. Annie Besant and the Moral Code. A Protest[57]
56. ↑  Имеются в виду утверждения Ледбитера в его книге «Человек видимый и невидимый».
57. ↑  Речь идёт об исследованиях тех же авторов, описанных в книге «Оккультная химия».
58. ↑  Lord of the World, см. диаграмму «The Occult Hierarchy»[60]
59. ↑  См. верхнюю часть диаграммы «The Occult Hierarchy»[60]
60. ↑  Bodhisattva and Jesus — см. диаграмму «The Occult Hierarchy»[60]
61. ↑  См. книгу тех же авторов «The Lives of Alcyone»
62. ↑  «Theosophy taught that the sexless self was successively incarnated in both male and female bodies».[30]
63. ↑  Цит. по Тиллетту [61]
64. ↑  Получил псевдоним — Lutetia. (Взято из списка, опубликованного в книге «Человек: откуда, как и куда»)
65. ↑  «Jesus had the Star name of Brihaspati. In Man: Whence, How and Whither, 1913, he's reported to have married Julius Caesar (Corona) in 18,815 BC when Jesus had been the daughter of the Master M. (p. 328). On the shore of the Gobi Sea (as it was) in 72,000 BC, Jesus was the sister to Lord Maitreya (p. 490). Following "the first Aryan immigration to India", 18,875 BC, Jesus and Maurice Prozor were the daughters, and Krishnamurti, Mrs. Besant and the Master D.K. the sons of a marriage between the Master M. and the Master D.K. (p. 494)».[62]
66. ↑  Это или Франческа Арундейл[англ.], или её племянник Джордж Арундейл[англ.], третий президент Т. О.
67. ↑  «Besant believed that in the fourth century CE she was Hypatia, the beautiful Neoplatonic philosopher in Alexandria, who was murdered by a Christian mob. She also believed that she was Giordano Bruno, a Dominican monk burned at the stake in 1600 in Rome for his pantheism».[30]
68. ↑  См. также мнение А. Н. Сенкевича по этому вопросу.[28]
69. ↑  См. также: Письма Кут Хуми Ледбитеру#Ледбитер как адресат.
70. ↑  К. А. Зайцев — переводчик, главный редактор современной версии «Вестника теософии»
71. ↑  В теософской литературе человеческие души, «извлекающие» из своих земных жизней «нектар» духовного опыта, иногда сравниваются с пчёлами, собирающими мёд из цветков.

### Энциклопедии
- Fussel J. H., Poutz M. Theosophy // The New Schaff-Herzog Encyclopedia of Religious Knowledge / Под ред. S. Jackson. — New York: Funk and Wagnalls, 1911. — Vol. 11. — P. 407—410.
- Percival H. W. Theosophy // The New International Encyclopaedia / Под ред. D. C. Gilman, H. T. Peck, F. M. Colby. — New York: Dodd, Mead, 1905. — Vol. 19. — P. 204—206.

### Работы религиоведов и индологов
- Godwin J. Atlantis and the Cycles of Time: Prophecies, Traditions, and Occult Revelations. — Rochester, Vt: Inner Traditions, 2011. — 436 p. — ISBN 978-1-59477-857-5.
- Hammer O. Claiming Knowledge: Strategies of Epistemology from Theosophy to the New Age. — Reprint. — Boston: Brill, 2003. — 550 p. — (Studies in the history of religions). — ISBN 9789004136380.
- Kuhn A. B. Theosophy: A Modern Revival of Ancient Wisdom. — Whitefish, MT: Kessinger Publishing, 1992. — 381 p. — (American religion series: Studies in religion and culture). — ISBN 978-1-56459-175-3.
- Lubelsky I. Mythological and Real Race Issues in Theosophy // Handbook of the Theosophical Current / Под ред. O. Hammer, M. Rothstein. — Boston: Brill, 2013. — P. 335–356. — 506 p. — (Brill Handbooks on Contemporary Religion). — ISBN 9789004235960.
- Sellon E. B., Weber R. Theosophy  and The Theosophical Society // Modern esoteric spirituality / Под ред. A. Faivre, J. Needleman. — New York: Crossroad, 1992. — P. 311—329. — 448 p. — (World spirituality). — ISBN 0-8245-1145-X.
- Tillett G. J. Charles Webster Leadbeater (1854—1934), a biographical study. — Sydney: University of Sydney, 1986. — 1169 p.
- Wessinger C. L.. Besant, Annie (англ.). Theosopedia. Manila: Theosophical Publishing House (10 марта 2012). Дата обращения: 15 апреля 2016.
- Сенкевич А. Н.. Елена Блаватская. Между светом и тьмой. — М.: Алгоритм, 2012. — 480 с. — (Носители тайных знаний). — 3000 экз. — ISBN 978-5-4438-0237-4.
- Трефилов В. А. Глава XVII. Надконфессиональная синкретическая религиозная философия // Основы религиоведения. Учебник / Под ред. И. Н. Яблокова. — М.: Высшая школа, 1994. — С. 233—245. — 368 с. — ISBN 5-06-002849-6.

### Книги теософов и оккультистов
- Cayce E. E. Edgar Cayce on Atlantis / Под ред. H. L. Cayce. — New York: Warner Books, 1968. — 170 p. — (Edgar Cayce Series). — ISBN 9780446351027.
- Cerminara G. Many mansions. — NewYork: Signet, 1999. — 291 p. — ISBN 9780451168177.
- Fussell J. Some Reasons Why the Members of the Universal Brotherhood and Theosophical Society Do Not Endorse Mrs. Besant Nor the Society of Which She is President. — San Diego: San Diego News Press, 1914.
- Jinarajadasa C.. Occult investigations, a description of the work of Annie Besant and C.W. Leadbeater. — Whitefish, MT: Kessinger Publishing, 2003. — 148 p. — ISBN 0766130347.
- Judge W. Q. Letters That Have Helped Me / Сост. T. Green, J. Niemand. — Miami: HardPress, 2012. — 226 p. — ISBN 1290494266.
- Leadbeater C. W. Man Visible & Invisible. — Whitefish, MT: Kessinger Publishing, 1998. — 208 p. — ISBN 0766102556.
- Leadbeater C. W. The Hidden Life in Freemasonry. — Whitefish, MT: Kessinger Publishing, 1992. — 374 p. — ISBN 1564590267.
- Steiner R. Aus der Akasha-Chronik. — 41-е изд. — Dornach: Rudolf Steiner Verlag, 1990. — 263 S. — ISBN 3727461616.
- Todeschi K. J. Edgar Cayce on the Akashic Records: the book of life. — Virginia Beach, Va: A.R.E. Press, 1998. — 181 p. — ISBN 978-0-87604-401-8.
- Wood E. Clairvoyant investigations by C.W. Leadbeater and The lives of Alcyone (J. Krishnamurti) / Под ред. C. Jinarajadasa. — Adyar: Theosophical Publishing House, 1947. — 39 p.
- Фодор Н. Меж двух миров = Between Two Worlds / Пер. с англ. В. В. Полякова. — М.: Айрис, 2005. — 240 с. — (Зеркало цивилизации).
- Халловэй Л., Чаттерджи М. Человек: фрагменты забытой истории = Man: Fragments of a Forgotten History / Пер. с англ. К. А. Зайцева. Очерки доисторических цивилизаций = Man: Whence, How and Whither / Пер. с англ. К. А. Зайцева. — М.: Рипол Классик, 2008. — С. 155—239. — 240 с. — (В поисках истины). — 2000 экз. — ISBN 9785386009588.

### Публикации критиков
- Bailey A. The Unfinished Autobiography. — London: Lucis Press Ltd, 2013. — 316 p. — ISBN 0853300240.
- Gardner E. L. There Is No Religion Higher Than Truth. — London: Theosophical Pub. House, 1963. — 23 p.
- Thomas, Margaret.  M. R. Jaqua: Theosophy versus Neotheosophy. Study of C.W. Leadbeater's and Annie Besant's Theosophical Teachings (англ.). blavatskyarchives.com (2003). Дата обращения: 20 октября 2014.
- Washington P. Madame Blavatsky's baboon: a history of the mystics, mediums, and misfits who brought spiritualism to America. — Reprint. — Schocken Books, 1995. — 470 p. — ISBN 9780805241259.
- Рерих Е. И. Письма. 1932—1955. — Новосибирск: Вико: Алгим, 1993. — 512 с. — ISBN 5-86059-010-5.
- Рерих Е. И. Письма. Том III. — М.: Международный Центр Рерихов, 2001. — 768 с. Архивировано 3 ноября 2014 года.